# Šiaškotan
Šiaškotan (in russo Шиашкотан; in giapponese 捨子古丹島, Shasukotan-tō) è un'isola russa che fa parte dell'arcipelago delle Isole Curili ed è situata tra il Mare di Ochotsk e l'Oceano Pacifico settentrionale. Amministrativamente fa parte del Severo-Kuril'skij rajon dell'oblast' di Sachalin, nel Circondario federale dell'Estremo Oriente. Il suo nome viene dalla lingua ainu e significa "villaggio del kombu". L'isola è disabitata.

## Geografia
Šiaškotan si trova nella parte settentrionale delle isole Curili, 29 km a sud-ovest di Charimkotan, da cui è separata dallo stretto di Severgin (пролив Севергина). Mentre a nord-ovest, a 8 km, si trova l'isola di Ėkarma, al di là dello stretto omonimo (пролив Экарма). Nello stretto di Krusenstern (пролив Крузенштерна), circa 21 km a sud-ovest, si trova il gruppo degli scogli Lovuški (скалы Ловушки; in italiano "scogli trappole"), (48°33′10.72″N 153°51′43.75″E).
Šiaškotan ha la forma di un otto: è composta da due isole vulcaniche unite tra loro dall'istmo Makarova (перешейком Макарова), largo 1 km, che è l'unico punto possibile di approdo. L'isola ha una lunghezza totale di 25 km ed è larga 9 km nel punto massimo. La sua superficie è di 122 km².

## I vulcani
- Il Sinarka (вулкан Синарка; in giapponese 黒岳, Kurodake), un vulcano attivo, alto 934 m, si trova nella parte settentrionale, la cosiddetta penisola Čuprova (полуостров Чупрова). Un altro duomo di lava, il monte Zheltokamennaya (гора Желтокаменная)[2], alto 899 m, si trova 1,5 km a sud-ovest della caldera del Sinarka, e un duomo più piccolo si trova lungo il bordo nord della caldera[2]. Eruzioni storiche del vulcano si sono verificate nel 1730(?), 1846, 1855, 1872 e 1878[3].
- Il vulcano Kuntomintar (вулкан Кунтоминтар; in giapponese 北 硫黄 岳, Kitaiō-dake), alto 828 m e con una caldera di 4-4,5 km di diametro[4], si erge nella parte sud-occidentale, la penisola Nikonova (полуостров Никонова), che è la minore delle due. L'unica attività post-glaciale conosciuta del Kuntomintar, uno stratovulcano di andesite del Pleistocene, è un'attività solfatarica e una sorgente d'acqua calda solforosa[4].

## Flora e fauna
L'isola ha molti torrenti e piccoli fiumi, che formano in alcuni punti delle cascate, e nevai. È presente una vegetazione erbacea e macchie di ontani, l'Empetrum e il mirtillo rosso. Le coste sono ricche di Laminaria, una specie delle alghe brune.
Sull'isola ci sono volpi e piccoli roditori e sulle coste colonie di leoni marini di Steller e foche dagli anelli.

## Storia
Al momento del contatto con gli europei, l'isola era abitata dagli Ainu che vivevano di caccia e pesca. Šiaškotan appare su una mappa ufficiale dei territori del clan Matsumae, un dominio feudale del periodo Edo in Giappone (1644), domini confermati ufficialmente dallo shogunato Tokugawa nel 1715. 
Successivamente la sovranità passò all'Impero russo, in base ai termini del Trattato di Shimoda nel 1855.
Durante l'eruzione del 1872, le autorità russe registrarono 13 decessi, e quando l'isola è stata restituita all'Impero del Giappone, secondo il Trattato di San Pietroburgo (1875), insieme al resto delle isole Curili, non vi erano rimasti abitanti. Amministrativamente l'isola faceva parte della sottoprefettura di Nemuro, nella prefettura di Hokkaidō.
Dopo la seconda guerra mondiale, l'isola passò sotto il controllo dell'Unione Sovietica e attualmente fa parte della Federazione Russa.